# أداة اللغة
لانغويج تول (بالإنجليزية: LanguageTool)‏ تعني «أداة اللُغة» هي أداة حرة ومفتوحة المصدر لقواعد النحو والمدقق الإملائي، وجميع ميزاتها متاحة للتنزيل.
بدأها دانيال نبر عام 2003 (في ذلك الوقت كانت الأداة مكتوبة بلُغة بايثون). وأصبحت تدعم 31 لُغة مُختلفة، طُوِّرَت بواسطة مشرفين مُتطوعين، وعادة ما يكونون متحدثين أصليين لكل لغة. استنادًا إلى أنماط اكتشاف الأخطاء، يتم إنشاء القواعد ثم اختبارها لنص معين. التطبيق الأساسي نفسه حر ومفتوح المصدر ويمكن تنزيله للاستخدام في وضع عدم الاتصال.
يُمكن استخدامها عبر واجهة ويب في مستعرض ويب أو عبر مكونات إضافية مخصصة من جانب العميل لمايكروسوفت أوفيس وليبر أوفيس وأباتشي أوبن أوفيس وفيم وإيماكس وفايرفوكس وموزيلا ثندربرد وجوجل كروم. يمكن أيضًا دمج عميل تطبيق الويب الخاص بها على مواقع الويب.

## روابط خارجية
- (بالإنجليزية) الموقع الرسمي